# Тупик (фильм, 1969)
«Тупик» (кит. трад. 死角, палл. Сы цзяо, англ. Dead End) — гонконгский драматический боевик 1969 года, снятый режиссёром Чжан Чэ. В этом фильме Ти Лун сыграл свою первую главную роль.

## Сюжет
Трое друзей, Чжан Чунь, Дэвид и Мэри, путешествуя на машине, случайно встречают дочь богача, Вэнь Жо. Чунь и Жо влюбляются друг в друга и начинают встречаться. Однажды по пути домой влюблённые становятся свидетелями погони полиции за преступником и после убийства беглеца Чунь тайно забирает пистолет, выпавший из рук убитого.
Старший брат Жо, Цян, против ухажёра своей сестры и настаивает на прекращении их отношений, но пара не обращает внимание на его мнение и продолжает встречаться. Однажды Жо, переодетая в мужчину, и Чунь идут в кафе. Тем не менее официантка замечает сокрытие. Чунь подрался и из-за этого попал под арест. Цян приходит в ярость, узнав об этом, из-за чего направляет людей избить Чуня и запрещает сестре встречаться с ним. Чунь против расставания и после выхода на свободу отправляется с Дэвидом к дому своей возлюбленной. Там их избивают люди Цяна, после чего Дэвид погибает от полученных травм.
После смерти друга Чунь берёт пистолет, подобранный после убийства преступника, и лишает жизни брата Жо. Хотя Чунь сбегает с места убийства, полиция настигает его во время встречи с Жо. Чжан Чунь погибает от выстрелов полицейских.

## Создатели
| - Ли Цзин — Вэнь Жо - Ти Лун — Чжан Чунь - Дэвид Цзян — Дэвид - Анджела Юй — Мэри - Чэнь Хунле — Вэнь Цян - Чэнь Яньянь — мать Чжан Чуня - Цзин Мяо — служащий Цзя Каймин - Фан Мянь — начальник Ян - Гу Вэньцзун — богач, играющий в боулинг на газоне - Е Баоцинь — секретарша - Ван Дань — хозяйка - Хуан Цинъюнь — танцовщица Ван Пин - Го Хуэйцзюань — девушка - Ван Гуанъюй — старший полицейский инспектор - Лэй Саукхэй — инспектор - Чэнь Син — преступник с пистолетом (в титрах не указан) | - Режиссёр — Чжан Чэ - Ассистент режиссёра — У Ма - Сценарий — Цю Ганцзянь - Оператор — Гун Мудо - Монтаж — Цзян Синлун - Художник-постановщик — Джонсон Цао - Художник по гриму — Фан Юань - Композитор — Ван Фулин - Постановщики боёв: Тан Цзя, Лю Цзялян - Продюсер — Шао Жэньмэй |

## Выход

### Кассовые сборы
В результате семи дней кинопроката в Гонконге, проходившего с 12 по 18 июля 1969 года, «Тупик» собрал 519 097 HK$.

### Издания
Выпуск отреставрированной версии фильма на VCD и DVD состоялся в 2005 году от компании Intercontinental Video Limited в Гонконге. Издания имеют оригинальный китайский трек и субтитры на английском и китайском языках.

### Критика
Фильм был прохладно встречен кинокритиками. Одни критиковали низкий уровень постановки боёв, другие главной проблемой картины назвали тривиальный сюжет, но все они сошлись во мнении, что это нетипичный фильм Чжан Чэ.